# Ulf Söderblom
Ulf Arne Söderblom, född 5 februari 1930 i Åbo, död 4 februari 2016 i Helsingfors, var en finländsk dirigent och musikprofessor.

## Biografi
Söderblom var son till Arne Paulinus Söderblom och Gerda Mathilda Rajalin. Efter att ha börjat med privatlektioner i pianospel i Åbo studerade han vid Åbo Akademi under Otto Andersson och John Rosas 1950–1952 och vid Wiens musikakademi under Hans Swarowsky från 1954 till 1957. Han gjorde sin debut som dirigent 1957 i framträdande med en produktion av Trollflöjten i Åbo. Samma år gifte han sig med sjukgymnasten Karin Helena Ehrnrooth. Han är far till Erik och Jan Söderblom.
Söderblom började som dirigent vid Finlands Nationalopera i Helsingfors 1957, till en början som en kördirigent, och blev 1973 dess chefsdirigent och konstnärlige ledare, en position han behöll under 20 år. Under sina totalt 44 år vid Nationaloperan dirigerade han närmare tvåtusen opera- och balettföreställningar. Han var också chefsdirigent för Lahtis stadsorkester 1985–1988 samt under lång tid förbundsdirigent för Finlands svenska sång- och musikförbund.
Söderblom spelade också en aktiv roll vid återstarten av Nyslotts operafestival 1967 efter 50 år i dvala. Återstarten celebrerades med Söderblom framförande med Beethovens Fidelio i Olofsborg.
Som en musikprofessor undervisade Söderblom i dirigering vid Sibelius-Akademin och ledde dess orkestrar 1965–1968 och vid Åbo Akademi från 1991, där han tilldelades ett hedersdoktorat 1998.

## Dirigerade världspremiärer
- Ryttaren av Aulis Sallinen, Nyslott, 17 juli 1975
- De sista frestelserna av Joonas Kokkonen, Helsingfors, 2 september 1975
- Silkkirumpu (The Damask Drum) av Paavo Heininen, Helsingfors, 5 april 1984
- Veitsi (Kniven) av Paavo Heininen, Nyslott, 3 juli 1989
- Det sjungande trädet av Erik Bergman , Helsingfors, 3 september 1995
- Kullervo av Aulis Sallinen, Los Angeles, 25 februari 1992.

Förutom de ovan nämnda iscensatta föreställningarna dirigerade Söderblom också världspremiären och inspelningen av Aare Merikantos Juha 1972. Totalt kom han att spela in tolv operor.